# Zeudi
Zeudi  è un nome proprio di persona tigrino femminile.

## Origine e diffusione
Il significato in lingua tigrina è "corona" o "corona imperiale", lo stesso del nome Corona.

## Onomastico
L'onomastico può essere festeggiato il 1º novembre, festa di Ognissanti, non essendovi sante con questo nome, che è quindi adespota.

## Persone
- Zeudi Araya, attrice e cantante eritrea naturalizzata italiana
- Zeudi Di Palma, miss Italia 2021